# Richard Highton
Richard T. Highton est un herpétologiste américain né le 24 décembre 1927 et mort le 19 février 2025. C'est un spécialiste des urodèles.
Il a obtenu son doctorat en 1956 et travaille pour le département de biologie de l'université du Maryland.

## Taxons décrits
- Phaeognathus Highton, 1961
- Phaeognathus hubrichti Highton, 1961
- Plethodon amplus Highton & Peabody, 2000
- Plethodon aureolus Highton, 1984
- Plethodon chattahoochee Highton, 1989
- Plethodon cheoah Highton & Peabody, 2000
- Plethodon electromorphus Highton, 1999
- Plethodon fourchensis Duncan & Highton, 1979
- Plethodon hoffmani Highton, 1972
- Plethodon kiamichi Highton, 1989
- Plethodon kisatchie Highton, 1989
- Plethodon meridianus Highton & Peabody, 2000
- Plethodon mississippi Highton, 1989
- Plethodon montanus Highton & Peabody, 2000
- Plethodon ocmulgee Highton, 1989
- Plethodon petraeus Wynn, Highton, & Jacobs, 1988
- Plethodon punctatus Highton, 1972
- Plethodon savannah Highton, 1989
- Plethodon sequoyah Highton, 1989
- Plethodon shenandoah Highton & Worthington, 1967
- Plethodon sherando Highton, 2004
- Plethodon stormi Highton & Brame, 1965
- Plethodon ventralis Highton, 1997
- Plethodon virginia Highton, 1999
- Plethodon websteri Highton, 1979

Highton est l’abréviation habituelle de Richard Highton en zoologie.

Consulter la liste des abréviations d'auteur en zoologie ou la liste des taxons zoologiques assignés à cet auteur par ZooBank